# Assassin's Creed: Bloodlines
Assassin's Creed: Bloodlines är ett äventyrsspel exklusivt för Playstation Portable, utvecklat av Ubisoft Montreal och Griptonite Games och utgivet av Ubisoft. Spelet är en del av Assassin's Creed-serien, och utspelar sig mellan Assassin's Creed och Assassin's Creed 2.

## Gameplay
Spelaren tar rollen som Altaïr från ursprungliga spelet, Assassin's Creed. Spelet innehåller ett spelsystem liknande det ursprungliga spelet, där spelaren kan färdas i en öppen värld utan att behöva spela linjärt. Altaïr kan gömma sig från fiender i olika gömställen, såsom höstackar eller tunnor. Han kan också kamouflera sig i olika omgivningar. Spelaren kan även samla in alltifrån brons till guldmynt.

## Handling
Spelet äger rum 7-8 månader efter händelserna i det ursprungliga spelet, under hösten 1191. Spelet utspelar sig i två städer på Cypern, Limassol och Kyrenia. Altaïr har rest dit för att mörda de återstående ur Tempelherreorden, och för att dessutom ta reda på varför de samlas där.